# Дагомейський розрив

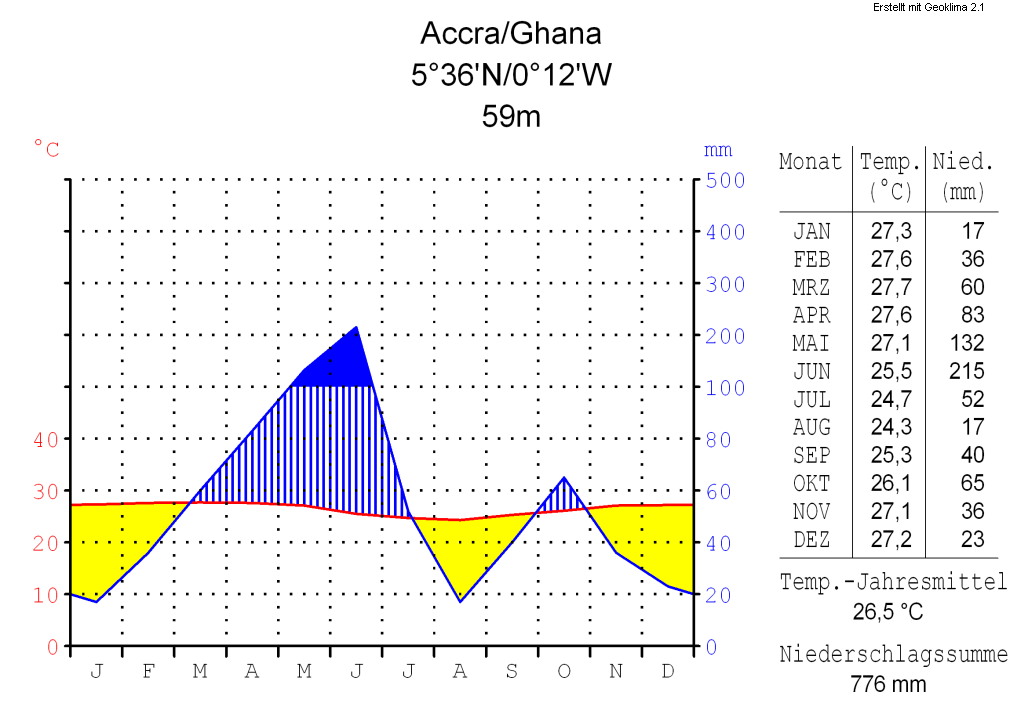
Кліматограма Аккри, Гана

Дагомейський розрив — ландшафтний розрив у поширенні вологих тропічних лісів Західної Африки на північному узбережжі Гвінейської затоки (Дагомея — узбережжя Беніну, Того і Гани) зайнятий гвінейською лісо-саваною. На захід від розриву поширені верхньогвінейські ліси; на схід — нижньогвінейські, нижньогвінейсько-конголезькі, конголезькі ліси.
Найбільше місто Дагомейського розриву — Аккра.

## Причини сухості
Сухість клімату Дагомеї досить аномальна, враховуючи, що вона лежить в екваторіальному кліматичному поясі й оточена вологими регіонами, а високі гори, що могли би блокувати поширення вологих повітряних мас, відсутні. Місто Аккра, що лежить в самому серці Дагомейського розрив отримує лише 720 мм атмосферних опадів на рік, це менше ніж половина того, що потрібно вологим тропічним лісам на широті 6°.
Ряд факторів, що вкупі призводять до утворення розриву:
- Під час зими в північній півкулі зона високого тропічного тиску над Сахарою зміщую північно-східні сухі пасати значно південніше, що викликає сухий сезон в суданській савані, у тому числі й на Дагомейському розриві.
- Під час літа в північній півкулі над Раджастханом формується зона низького тиску, Азійський мінімум, відріг якого поширюється на більшу частину Сахари. Північно-східні пасати зміщуються значно північніше, а їм на зміну приходять південно-західні вітри, що несуть вологу з поверхні Атлантичного океану вглиб континенту. Пік вологого сезону припадає на червень на узбережжі, на серпень — північніше, в глибині материка.
- Гори Гвінейського нагір'я, в районі найбільша кількість опадів у Західній Африці (Гвінея, Сьєрра-Леоне, Ліберія), простягаються в напрямку з південного сходу на північний захід, тим самим вони змушують віддавати надлишкову вологу повітряні маси, що підіймаються їхніми схилами під впливом південно-західних вітрів з океану. Тому й зволоженість в цьому регіоні достатня, незважаючи на яскраво виражений сухий сезон. Рельєф же Дагомейського розриву не дозволяє затримувати достатню кількість вологи з повітряних мас, що проходять над ним. Сезон дощів досить короткий — травень-червень. Тому рослинність адаптується до помірної кількості опадів при високих значеннях випаровування.

Антропогенний чинник ніяк не є фактором утворення Дагомейського розриву, але кліматичні умови роблять досить вразливою природу цього краю до такого впливу.

## Палеогеографія
Палеогеографічні дані свідчать, що Дагомейський розрив у певному сенсі існує вже 90 млн років. Мерфі і Кольєр, аналізуючи поширення родини Aplocheiloid коропозубоподібних риб, засвідчують розрив в поширенні африканських видів, який вони пов'язують з наявністю окраїнного моря в період з кінця сеномана по ранній еоцен. Такий саме розрив ареалів видів рослин раніше відзначав Вайт, його підтримує Маурін з колегами, що досліджували поширення кавових (Coffea).
Дагомейський розрив у своєму сучасному стані існує лише близько 4000 років. Більшу частину четвертинного періоду сухий клімат пригнічував поширення лісів в Західній Африці в силу дії набагато холоднішого тогочасного Атлантичного океану, який охолоджувався морськими течіями від масивних льодовикових щитів у Європі і Північній Америці. Проте в міжльодовикові періоди в Західній Африці клімат ставав настільки вологим, що Дагомейський савановий розрив вкривався густими лісами.